# María José García Jiménez
María José García Jiménez (Villacarrillo, province de Jaén, 20 mars 1969) est une femme politique valencienne, députée au Parlement valencien pour la IXe législature.

## Biographie
Diplômée en génie civil par l'université polytechnique de Valence, elle travaille comme professeure dans l'enseignement secondaire en énergies alternatives. Elle a aussi travaillé comme conseillère dans la reconnaissance de concurrences professionnelles acquises à travers son expérience personnelle.
Politiquement elle militait au Centre démocrate libéral (CDL), parti avec lequel elle est devenue conseillère municipale d'Alcàsser en 2013. Elle a participé dans au premier Congrès du CDL en février 2014 au cours duquel a été convenue l'intégration du CDL au sein de Ciudadanos. Elle fut élue députée lors des élections au Parlement valencien de 2015.